# Fédération internationale de Teqball
La Fédération internationale de Teqball (FITEQ) est une association internationale qui rassemble les fédérations nationales de teqball du monde entier.
Le Teqball apparaît en 2014 en Hongrie et se répand assez vite autour du monde. La fédération est fondée le 28 mars 2017, son premier président est Gábor Borsányi, un des inventeurs de ce sport. Le siège est à Budapest en Hongrie, et les langues officielles en sont l'anglais et le français.
La FITEQ est devenu membre en novembre 2020 de l'Association mondiale des fédérations internationales de sport. La fédération est déjà reconnue officiellement par le Conseil olympique d'Asie (OCA) en août 2018, l'Association des comités nationaux olympiques d'Afrique (ACNOA) en juin 2019 et l'Organisation des fédérations sportives d'Océanie (OSFO) en mars 2020.
Outre la promotion et la réglementation du sport, la FITEQ organise également son championnat du monde depuis 2017. Une première Coupe du monde organisée en juin 2017 a rassemblé 20 pays à Budapest (Hongrie). La deuxième qui s’est tenue en octobre 2018, à Reims, en a réuni 42, tandis que la troisième édition, à Budapest en décembre 2019, a vu la participation de 60 pays.

## Bureau Exécutif
Le conseil d'administration de FITEQ est composé de Gábor Borsányi, président de FITEQ, qui est l'inventeur de ce sport, de György Gattyán, cofondateur et vice-président de FITEQ, de Viktor Huszár, cofondateur du teqball et président de FITEQ, de Marius Vizer Jr, secrétaire général, et de Matthew Curtain, directeur sportif, qui dirige l'équipe de direction.

## Associations membres
En 2022, la fédération regroupe 124 nations.
| - Afrique du Sud - Algérie - Bénin - Burundi - Cameroun - Cap-Vert - Côte d'Ivoire - Eswatini - Djibouti - Gabon - Gambie - Ghana - Guinée - Guinée-Bissau - Guinée équatoriale - Lesotho | - Liberia - Madagascar - Malawi - Mali - Maurice - Mauritanie - Namibie - Nigeria - République centrafricaine - Rwanda - Sénégal - Seychelles - Sierra Leone - Somalie - Tchad - Togo - Tunisie - Zambie - Zimbabwe |

| - Afghanistan - Bahreïn - Brunei - Cambodge - Corée du Sud - Hong Kong - Inde - Indonésie - Iran - Irak - Japon - Jordanie - Kazakhstan - Kirghizistan - Koweït | - Liban - Malaisie - Mongolie - Népal - Ouzbékistan - Pakistan - Palestine - Philippines - Singapour - Sri Lanka - Syrie - Tadjikistan - Thaïlande - Timor oriental - Turkménistan - Yémen |

| - Albanie - Arménie - Autriche - Belgique - Bosnie-Herzégovine - Bulgarie - Croatie - France - Géorgie - Hongrie - Italie - Kosovo - Lituanie - Luxembourg | - Macédoine - Malte - Moldavie - Monténégro - Norvège - Pologne - Portugal - République tchèque - Roumanie - Serbie - Slovaquie - Slovénie - Suisse - Ukraine |

## Compétitions

### Championnats du Monde
Les championnats du monde annuels de teqball (anciennement Coupe du monde de teqball) sont la compétition phare du teqball.

#### Coupe du Monde de Teqball 2017
La première édition a eu lieu à Budapest en 2017.

#### Coupe du Monde de Teqball 2018
La compétition de 2018 a eu lieu à Reims, France avec la participation de 42 pays.

#### Championnats du Monde de Teqball 2019
L'événement de 2019 a eu lieu à Budapest avec la participation de 58 pays et un total de 160 athlétes. Ádám Blázsovics a gagné l'or dans la compétition single et doubles aussi. Il a gagné doubles avec Csaba Bányik. La compétition doubles mixes a été remporté par le duo Brasilien Natalia Guitler et Marcos Viera.

#### 2020
La compétition de 2020 a été reportée à cause de la pandémie de Covid-19.

#### Championnats du Monde de Teqball 2021
L'édition 2021 a eu lieu à Gliwice, Pologne avec la participation de 105 athlètes, venus de 32 pays différents.

#### Championnats du Monde de Teqball 2022
L'édition 2022 a eu lieu à Nuremberg, Allemagne avec la participation record de 111 athlètes, venus de 55 pays différents. La compétition s'est déroulée au Halle am Tillypark (KIA Metropol Arena).

### Palmarès

#### Simples Messieurs
| Année | Lieu     | Finale          | Finale              | Finale         | Petite finale   | Petite finale       | Petite finale     | Réf.   |
| Année | Lieu     | Champion        | Résultat            | Finaliste      | Troisième       | Résultat            | Quatrième         | Réf.   |
| ----- | -------- | --------------- | ------------------- | -------------- | --------------- | ------------------- | ----------------- | ------ |
| 2017  | Budapest | Ádám Blázsovics | 12–08, 12–09        | Máté Szolga    | Zsolt Lázár     | 12–09, 12–05        | Konstatinos Becas | [ 10 ] |
| 2018  | Reims    | Barna Szécsi    | 20–11, 20–15        | Árpád Sipos    | Adrian Duszak   | 20–12, 20–10        | Bogdan Marojevic  | [ 11 ] |
| 2019  | Budapest | Ádám Blázsovics | 20–10, 20–09        | Adrian Duszak  | Apor Györgydeák | 19–20, 20–05, 20–16 | Bogdan Marojevic  | [ 12 ] |
| 2021  | Gliwice  | Ádám Blázsovics | 12–06, 10–12, 12–06 | Julien Grondin | Adrian Duszak   | 09–12, 12–10, 12–10 | Apor Györgydeák   | [ 13 ] |

#### Simples Dames
| Année | Lieu    | Finale     | Finale       | Finale        | Petite finale | Petite finale | Petite finale   | Réf.   |
| Année | Lieu    | Championne | Résultat     | Finaliste     | Troisième     | Résultat      | Quatrième       | Réf.   |
| ----- | ------- | ---------- | ------------ | ------------- | ------------- | ------------- | --------------- | ------ |
| 2021  | Gliwice | Anna Izsák | 12–08, 12–07 | Paulina Lezak | Carolyn Greco | 12–05, 12–02  | Natalia Guitler | [ 14 ] |

#### Doubles Messieurs
| Année | Lieu     | Finale                        | Finale              | Finale                         | Petite finale                  | Petite finale | Petite finale                          | Réf.   |
| Année | Lieu     | Champions                     | Résultat            | Finalistes                     | Troisièmes                     | Résultat      | Quatrièmes                             | Réf.   |
| ----- | -------- | ----------------------------- | ------------------- | ------------------------------ | ------------------------------ | ------------- | -------------------------------------- | ------ |
| 2017  | Budapest | Zsolt Lázár Barna Szécsi      | 12–10, 09–12, 12–09 | Balázs Imreh Róbert Szepessy   | Milan Lukic Sasa Mirosavljevic | 12–09, 12–05  | Romain Gesmier Jonathan Siad           | [ 15 ] |
| 2018  | Reims    | Bogdan Marojevic Nikola Mitro | 19–20, 20–15, 22–20 | Csaba Bányik Ádám Blázsovics   | Szabolcs Ilyés Zsolt Lázár     | 20–11, 20–11  | Natalia Guitler Marcos Vieira da Silva | [ 16 ] |
| 2019  | Budapest | Csaba Bányik Ádám Blázsovics  | 20–09, 20–18        | Bogdan Marojevic Nikola Mitro  | Szabolcs Ilyés Zsolt Lázár     | 20–13, 20–19  | Julien Grondin Hugo Radeux             | [ 17 ] |
| 2021  | Gliwice  | Bogdan Marojevic Nikola Mitro | 12–07, 09–12, 12–03 | Apor Györgydeák Szabolcs Ilyés | Csaba Bányik Ádám Blázsovics   | 12–09, 12–10  | Rodrigo Bento Medeiros Matheus Ferraz  | [ 18 ] |

#### Doubles Dames
| Année | Lieu    | Finale                          | Finale              | Finale                           | Petite finale               | Petite finale       | Petite finale        | Réf.   |
| Année | Lieu    | Championnes                     | Résultat            | Finalistes                       | Troisièmes                  | Résultat            | Quatrièmes           | Réf.   |
| ----- | ------- | ------------------------------- | ------------------- | -------------------------------- | --------------------------- | ------------------- | -------------------- | ------ |
| 2021  | Gliwice | Natalia Guitler Rafaella Fontes | 12–03, 06–12, 12–09 | Carolyn Greco Margaret Osmundson | Kinga Barabási Katalin Dakó | 12–10, 11–12, 12–07 | Anna Izsák Lea Vasas | [ 19 ] |

#### Doubles Mixtes
| Année | Lieu     | Finale                                 | Finale              | Finale                                           | Petite finale                | Petite finale       | Petite finale                 | Réf.   |
| Année | Lieu     | Champions                              | Résultat            | Finalistes                                       | Troisièmes                   | Résultat            | Quatrièmes                    | Réf.   |
| ----- | -------- | -------------------------------------- | ------------------- | ------------------------------------------------ | ---------------------------- | ------------------- | ----------------------------- | ------ |
| 2019  | Budapest | Natalia Guitler Marcos Vieira da Silva | 20–15, 19–20, 20–14 | Zsanett Janicsek Csaba Bányik                    | Maja Umicevic Nikola Mitro   | 20–13, 20–14        | Mitri Rita Zsolt Lázár        | [ 20 ] |
| 2021  | Gliwice  | Zsanett Janicsek Csaba Bányik          | 12–10, 12–09        | Vania Moraes Da Cruz Leonardo Lindoso De Almeida | Tünde Miklós Apor Györgydeák | 12–10, 11–12, 12–07 | Margaret Osmundson Luka Pilic | [ 21 ] |

### Autres événements majeurs de teqball
- Teqball Masters
- Challenger Cup
- National Challenger Series
- Teqball Grand Prix
- Jeux Européens 2023

## Classements mondiaux
Mis à jour le 12/05/2022
| #   | Simples Messieurs | Pts    |
| --- | ----------------- | ------ |
| 1er | Ádám Blázsovics   | 41 977 |
| 2e  | Apor Györgydeák   | 38 693 |
| 3e  | Julien Grondin    | 26 696 |
| 4e  | Csaba Bányik      | 15 798 |
| 5e  | Adrian Duszak     | 15 660 |
| 6e  | Bogdan Marojević  | 10 380 |
| 7e  | Hugo Rabeux       | 10 358 |
| 8e  | Balázs Katz       | 10 192 |
| 9e  | Szabolcs Ilyés    | 9 532  |
| 10e | Yassine Sahli     | 8 608  |

| #   | Doubles Messieurs | Pts    |
| --- | ----------------- | ------ |
| 1er | Nikola Mitro      | 67 498 |
| 2e  | Bogdan Marojević  | 66 058 |
| 3e  | Csaba Bányik      | 49 198 |
| 4e  | Ádám Blázsovics   | 48 672 |
| 5e  | Szabolcs Ilyés    | 43 112 |
| 6e  | Apor Györgydeák   | 43 046 |
| 7e  | Dennis Correia    | 39 746 |
| 8e  | Luka Pilic        | 39 193 |
| 9e  | Julien Grondin    | 35 574 |
| 9e  | Hugo Rabeux       | 35 574 |

| #   | Doubles Mixtes              | Pts    |
| --- | --------------------------- | ------ |
| 1er | Zsanett Janicsek            | 55 516 |
| 1er | Csaba Bányik                | 55 516 |
| 3e  | Vania Moraes Da Cruz        | 33 496 |
| 3e  | Leonardo Lindoso De Almeida | 33 496 |
| 5e  | Maja Umičević               | 21 122 |
| 5e  | Nikola Mitro                | 21 122 |
| 7e  | Apor Györgydeák             | 18 102 |
| 8e  | Tünde Miklós                | 16 950 |
| 9e  | Amélie Julian               | 12 946 |
| 10e | Hugo Rabeux                 | 12 552 |

| #   | Simples Dames             | Pts    |
| --- | ------------------------- | ------ |
| 1er | Anna Izsák                | 19 380 |
| 2e  | Paulina Lezak             | 11 644 |
| 3e  | Carolyn Greco             | 8 044  |
| 4e  | Natalia Guitler           | 5 988  |
| 5e  | Amélie Julian             | 4 310  |
| 6e  | Maria Chedid              | 4 084  |
| 7e  | Pernille Ingvaldsen Smith | 3 732  |
| 8e  | Ekaterina Poteshkina      | 3 624  |
| 9e  | Kateryna Fesenko          | 1 800  |
| 10e | Zsanett Janicsek          | 1 670  |

| #   | Doubles Dames      | Pts    |
| --- | ------------------ | ------ |
| 1er | Carolyn Greco      | 36 363 |
| 2e  | Margaret Osmundson | 35 846 |
| 3e  | Rafaella Fontes    | 26 452 |
| 3e  | Natalia Guitler    | 26 452 |
| 5e  | Lea Vasas          | 22 318 |
| 6e  | Zsanett Janicsek   | 21 646 |
| 7e  | Kinga Barabási     | 10 822 |
| 8e  | Katalin Dakó       | 9 286  |
| 9e  | Anna Izsák         | 9 108  |
| 10e | Stephanie Brito    | 6 350  |